# Nephrotoma pallida
Nephrotoma pallida is een tweevleugelige uit de familie langpootmuggen (Tipulidae). De soort komt voor in het Palearctisch gebied.